# Берун
Бѐрун (на полски: Bieruń; на немски: Berun) е град в Южна Полша, Силезко войводство. Административен център е на Берунско-Ленджински окръг. Обособен е в самостоятелна градска община с площ 40,49 км2.

## Население
Според данни от полската Централна статистическа служба, към 1 януари 2014 г. населението на града възлиза на 19 696 души. Гъстотата е 486 души/км2.